# الجائزة الكبرى للسينما البرازيلية
الجائزة الكبرى للسينما البرازيلية (بالإنجليزية: Grande Prêmio do Cinema Brasileiro) تُعرف أكثر باسم غراندي أوتيلو Grande Otelo، وهي جائزة الفيلم البرازيلي، وتأسست في عام 2000 باسم «جائزة سينما البرازيل الكبرى» وهي تابعة لوزارة الثقافة البرازيلية التي قدمتها في 2000 و 2001. أخذت الأكاديمية البرازيلية للسينما في عام 2002، والتي تم إنشاؤها حديثًا دور تسليم الجائزة التي أعيدت تسميتها إلى «الجائزة الكبرى للسينما البرازيلية» برعاية شركة بيتروبراس للتوزيع (أكبر موزع ومسوق للمشتقات البترولية والوقود الحيوي (الإيثانول) في البرازيل وأمريكا اللاتينية) ولهذا السبب أضيفت الأحرف (ب ر) للاسم في عام 2002. أصبحت شركة خطوط الطيران البرازيلية «تام» في عام 2004 هي الراعي الرسمي للجائزة، ومن عام 2008 إلى عام 2009، قدمت شركة فيفو رعايتها، ومن عام 2010 فصاعدا لم يعد للجائزة شركة ترعاها.

## فئات الجوائز
أفضل فيلم - أفضل مخرج - أفضل ممثل - أفضل ممثل مساعد - أفضل ممثلة - أفضل ممثلة مساعدة - أفضل فيلم أجنبي - أفضل سيناريو أصلي - أفضل سيناريو مقتبس - أفضل تصوير سينمائي - أفضل مونتاج - أفضل تصميم إنتاج - أفضل تصميم أزياء - أفضل موسيقى - أفضل صوت - أفضل فيلم وثائقي - أفضل مكياج - أفضل فيلم قصير.

## وصلات خارجية
https://www.uol.com.br/splash/filmes/ الجائزة الكبرى للسينما البرازيلية
https://academiabrasileiradecinema.com.br/ الجائزة الكبرى للسينما البرازيلية
https://academiabrasileiradecinema.com.br/sobre-a-academia/ الجائزة الكبرى للسينما البرازيلية
http://revistaepoca.globo.com/Revista/Epoca/0,,EDR51425-6011,00.html الجائزة الكبرى للسينما البرازيلية 